# Aelfwald del Sussex
Ælfwald o Aelfwald (fl. VIII secolo) fu re del Sussex, regnò insieme a Ealdwul e Oslac e forse con Oswald e Osmund.
Compare in documenti del 765 e del 772.